# Les Pradeaux
 Les Pradeaux  là một xã ở tỉnh Puy-de-Dôme trong vùng Auvergne-Rhône-Alpes miền trung nước Pháp. Xã này nằm ở khu vực có độ cao từ 373-452 mét trên mực nước biển.